# Deerfield (Wisconsin)
Deerfield es una villa ubicada en el condado de Dane en el estado estadounidense de Wisconsin. En el Censo de 2010 tenía una población de 2.319 habitantes y una densidad poblacional de 402,59 personas por km².

## Geografía
Deerfield se encuentra ubicada en las coordenadas 43°2′58″N 89°4′34″O / 43.04944, -89.07611. Según la Oficina del Censo de los Estados Unidos, Deerfield tiene una superficie total de 5.76 km², de la cual 5.76 km² corresponden a tierra firme y (0%) 0 km² es agua.

## Demografía
Según el censo de 2010, había 2.319 personas residiendo en Deerfield. La densidad de población era de 402,59 hab./km². De los 2.319 habitantes, Deerfield estaba compuesto por el 95.64% blancos, el 0.99% eran afroamericanos, el 0.65% eran amerindios, el 0.82% eran asiáticos, el 0% eran isleños del Pacífico, el 0.6% eran de otras razas y el 1.29% pertenecían a dos o más razas. Del total de la población el 3.28% eran hispanos o latinos de cualquier raza.